# 被测系统
被测系统（System under test，SUT）表示正在被测试的系统，目的是测试系统是否能正确操作。这一词语常用於软件测试中。
软件系统测试的一个特例是对应用软件的测试，称为被测应用程序（application under test，AUT）。
SUT也表明软件已经到了成熟期，因为系统测试在测试周期中是集成测试的後一阶段。